# شون فوربس
شون فوربس (بالإنجليزية: Sean Forbes)‏ هو موسيقي أمريكي، ولد في 5 فبراير 1982 في ديترويت في الولايات المتحدة.

## وصلات خارجية
- الموقع الرسمي